# Перйодат Десса — Мартіна
Перйода́т Де́сса — Ма́ртіна (англ. Dess–Martin periodinane, англ. DMP) — хімічна сполука, похідна полівалентного йоду. Використовується в синтетичній органічній хімії як реагент для селективного окиснення первинних спиртів до альдегідів, а також вторинних спиртів до кетонів. Реагент названий в честь американських хіміків Даніела Бенжаміна Десса та Джеймса Куллена Мартіна, які розробили його в 1983 році.
Використання цього реагенту дає певні переваги порівняно з іншими методами окиснення. Так, перйодат Десса—Мартіна діє в умовах нейтрального pH, кімнатної температури і зазвичай дає кращі виходи, хемоселективність, не взаємодіє із чутливими захисними групами на відміну від окиснення реагентом Джонса.

## Механізм окиснення
Перйодат Десса—Мартіна в основному використовується як окисник для складних, чутливих і багатофункціональний спиртів. Однією з причин його ефективності є висока селективність по відношенню до комплексоутворення з гідроксильною групою, що дозволяє спиртам швидко виконувати обмін лігандом, перший крок в реакції окиснення.
Протонний ЯМР показав, що використання одного еквівалента спирту призводить до утворення інтермедіату диацетоксиалкоксиперйодату. Ацетат потім діє як основи депротонуючи α-H біля спиртової групи, що призводить до утворення карбонільної сполуки, йодату та оцтової кислоти.
Якщо в реакцію вступає діол або більш ніж один еквівалент спирту, то формується ацетоксидиалкоксиперйодат. У зв'язку з тим, що даний перйодат є нестабільним, окиснення відбувається набагато швидше.